# Selnik (Slovenië)
Selnik (Duits: Sellnigg) is een plaats in Slovenië en maakt deel uit van de gemeente Ig in de NUTS-3-regio Osrednjeslovenska. De plaats telde 16 inwoners op 1 januari 2020.